# Paroedura maingoka
Paroedura maingoka, o el gecko escorpión de dedos de hoja, es una especie de lagarto de la familia Gekkonidae. Es endémica del suroeste de Madagascar, donde se encuentra en afloramientos rocosos en bosques secos y matorrales. Es una especie nocturna, que emerge para alimentarse durante la noche.
Este lagarto es conocido por su comportamiento defensivo en el que enrolla la cola sobre el lomo. Debe su nombre a esta postura, que se asemeja a la de un escorpión ('mimetismo batesiano'). El nombre específico maingoka en malgache significa «escorpión».

## Taxonomía
La especie Paroedura maingoka fue descrita en 2000, siendo el holotipo (UMMZ 211210) un macho adulto encontrado el 10 de diciembre de 1995 en el parque Nacional de Tsimanampetsotsa. Se incluyeron como paratipos varios otros especímenes de la misma localidad. El nombre específico es una palabra malgache que significa «escorpión», en referencia a la postura defensiva del lagarto en la que la cola se curva sobre la espalda.

## Distribución y hábitat

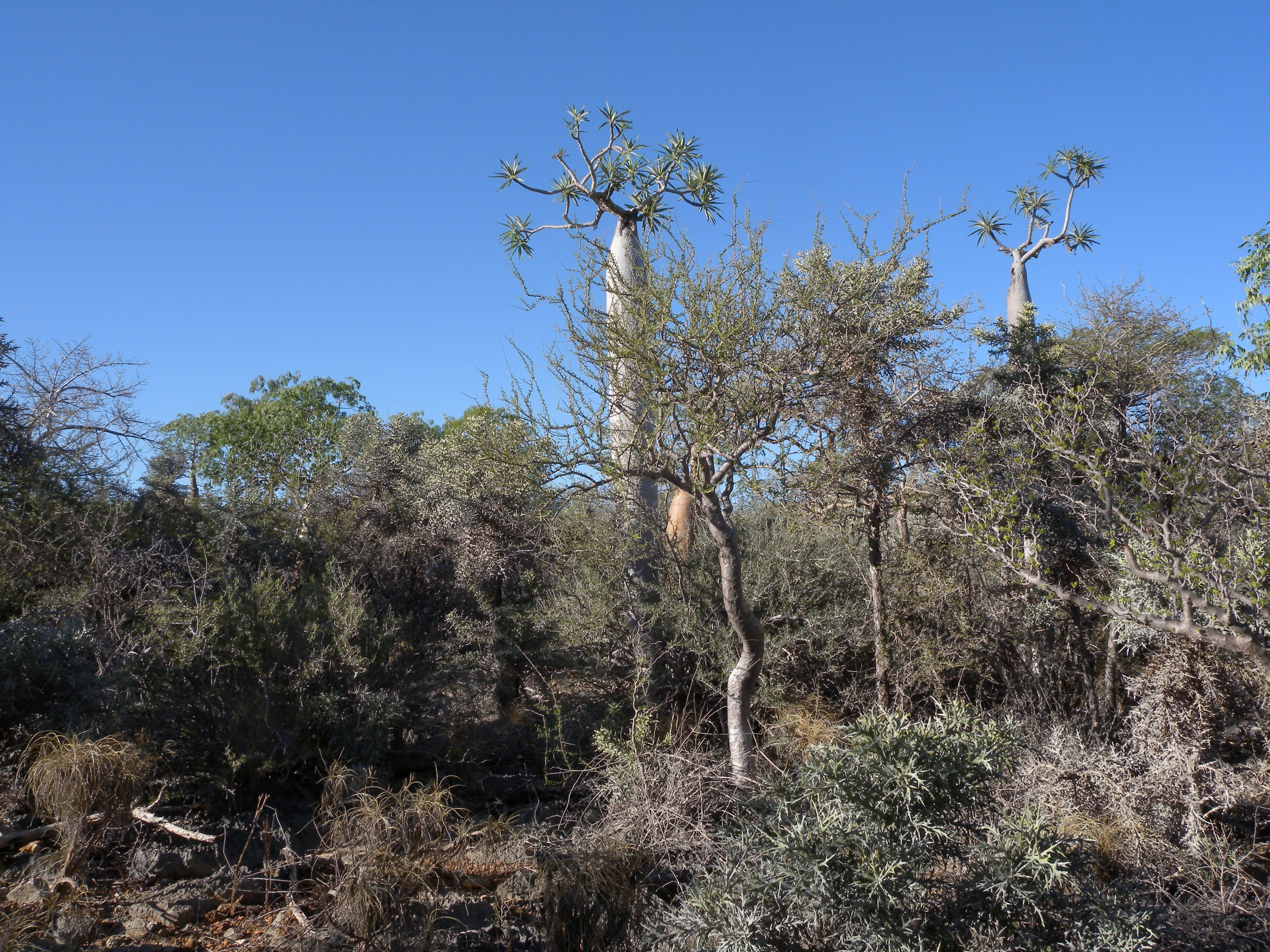
Vista del bosque seco en Tsimanampetsotsa.

Este gecko es una de las muchas especies endémicas de la isla de Madagascar y se registra en varias zonas del extremo suroeste del país. Esta especie se encuentra en afloramientos rocosos de bosques secos con vegetación xérica, dominada por baobabs y árboles similares. Inicialmente se conocía sólo en Itampolo y la localidad tipo de Tsimanampetsotsa, pero ya se teorizó que ocurría en la mayor parte de la meseta de Mahafaly. Posteriormente, también se registró en Vohombe y Efoetsy. Es una especie de tierras bajas, existiendo todas estas localidades entre 20 a 160 metros de elevación, y tiene una extensión conocida de ocurrencia de 7,564 kilómetros.  Debido a que esta especie es fácilmente observable y propensa a la degradación del hábitat, puede servir como indicador de ubicaciones adecuadas para la conservación de reptiles.

## Descripción
Esta es una especie de tamaño moderado, con individuos maduros que tienen una longitud hocico-cloaca de 47 a 71 mm (1,9 a 2,8 plg), mientras que la cola mide aproximadamente 50 mm (2 plg). La cabeza es más ancha que el cuello, comparable en ancho al torso, con un hocico corto y empinado. Las crestas cantales son prominentes, con una ligera depresión en el medio, y la abertura de la oreja es una hendidura vertical. La escama rostral rectangular es más ancha que alta y no hace contacto con las fosas nasales. Las escamas tuberculadas agrandadas están dispuestas en filas longitudinales en la superficie dorsal, con tubérculos más pequeños y escamas planas separándolos. Las escamas ventrales son planas, y las de las extremidades son ligeramente más grandes que las del vientre. Cada dedo termina con una almohadilla ensanchada y una garra curvada hacia abajo.
La parte superior es principalmente de color marrón tostado, con una franja blanca distintiva que recorre la columna vertebral interrumpida por líneas cruzadas oscuras. En el torso hay bandas cruzadas blancas con bordes oscuros, mientras que la cola tiene bandas blancas y negras alternas. Una banda cruzada blanca adicional se encuentra en la parte posterior de la cabeza y una franja blanca corta se extiende desde cada ojo hasta el labio. Las superficies superiores de las extremidades son de color marrón oscuro con tubérculos blancos. La parte inferior es mayoritariamente ligera.
El patrón es variable dentro de la especie, siendo las bandas cruzadas más distintas en algunos individuos mientras que en otros están casi totalmente oscurecidas, y las colas que han sido regeneradas pueden tener un patrón abigarrado en lugar de bandas. Se ha observado que los individuos más pequeños tienen colores más brillantes y muestran un mayor contraste entre las áreas oscuras y claras del cuerpo (particularmente en las bandas cruzadas), un fenómeno que también se observa en los geckos ocelote juveniles y en los geckos terrestres de Mocquard de Madagascar. Este lagarto se puede distinguir de especies relacionadas por su coloración y patrón distintos, la separación de la fosa nasal de la escama rostral y la presencia de escamas más pequeñas entre los tubérculos grandes.

## Biología
Paroedura maingoka es una especie nocturna que emerge para alimentarse de insectos durante la noche. Es un animal terrestre, que se encuentra arrastrándose por el suelo entre rocas o cantos rodados en su hábitat de matorral.
Este gecko es mejor conocido por su comportamiento defensivo, del que recibe su nombre. Cuando se siente amenazado, el lagarto curva la cola hacia adelante sobre su espalda, adoptando una postura parecida a la de un escorpión. Este comportamiento también es conocido en otros lagartos como Teratoscincus roborowskii, y se ha teorizado que es un mimetismo batesiano de los escorpiones. En P. maingoka, también se ha propuesto que, en asociación con su coloración de bandas, esta postura atrae la atención de los depredadores hacia la cola. La cola es la parte más prescindible del cuerpo de esta especie y puede autotomizarse, lo que se sabe por el hecho de que algunos especímenes recolectados tienen colas regeneradas. Se sabe que varias especies de escorpiones se encuentran en las mismas áreas que este gecko, aunque ninguna tiene un patrón de bandas similar.

## Conservación
Esta especie fue catalogada como especie casi amenazada por la Lista Roja de la UICN en 2010, debido a que es abundante a nivel local y la población no muestra signos de disminución. Sin embargo, también se señaló que este gecko tiene una extensión limitada y una mayor degradación de su hábitat podría amenazar a la especie, lo que requeriría su inclusión en una categoría más amenazada.  La pérdida de hábitat debido a la deforestación ha sido identificada como la principal amenaza para esta especie, y se sabe que tiene un bajo grado de tolerancia a la degradación del hábitat.